# ميلان ماركوفيتش (سياسي)
ميلان ماركوفيتش (بالصربية: Милан Марковић)‏ هو سياسي صربي، ولد في 7 سبتمبر 1970 في بلغراد في صربيا. حزبياً، نشط في الحزب الديمقراطي الصربي.